# Qarah Sū
Qarah Sū (persiska: قره سو, Qareh Sū) är en ort i Iran. Den ligger i provinsen Lorestan, i den nordvästra delen av landet, 300 km sydväst om huvudstaden Teheran. Qarah Sū ligger 1 484 meter över havet och antalet invånare är 452.
Terrängen runt Qarah Sū är varierad. Runt Qarah Sū är det tätbefolkat, med 257 invånare per kvadratkilometer. Närmaste större samhälle är Borujerd, 15,8 km nordväst om Qarah Sū. Trakten runt Qarah Sū består till största delen av jordbruksmark.